# Siège apostolique
Pour le siège apostolique de Rome parfois appelé Siège apostolique, voir Saint-Siège.
Un siège apostolique (en latin : sedes apostolica) est un siège épiscopal dont le premier évêque est, selon la tradition, un des apôtres du Christ.
Lorsque le terme de « Siège apostolique » est utilisé au singulier, il désigne toujours le Saint-Siège, c'est-à-dire la place occupée traditionnellement par l'évêque de Rome, donc le Pape, à la tête de l'Église de Rome.
On désigne par le terme de siège apostolique, les cinq villes dans lesquelles siégeaient les Églises originelles de la chrétienté censées avoir été fondées par des apôtres du Christ et qui constituaient les Pentarchies anciennes.
Les sièges apostoliques suivants sont cités dans l'ordre de la prééminence d'honneur :
- Rome, siège de l'Église catholique romaine
- Constantinople, siège de l'Église de Constantinople.
- Alexandrie, siège de l'Église d'Alexandrie
- Antioche, siège de l'Église d'Antioche
- Jérusalem, siège de l'Église de Jérusalem